# 백제의 불교

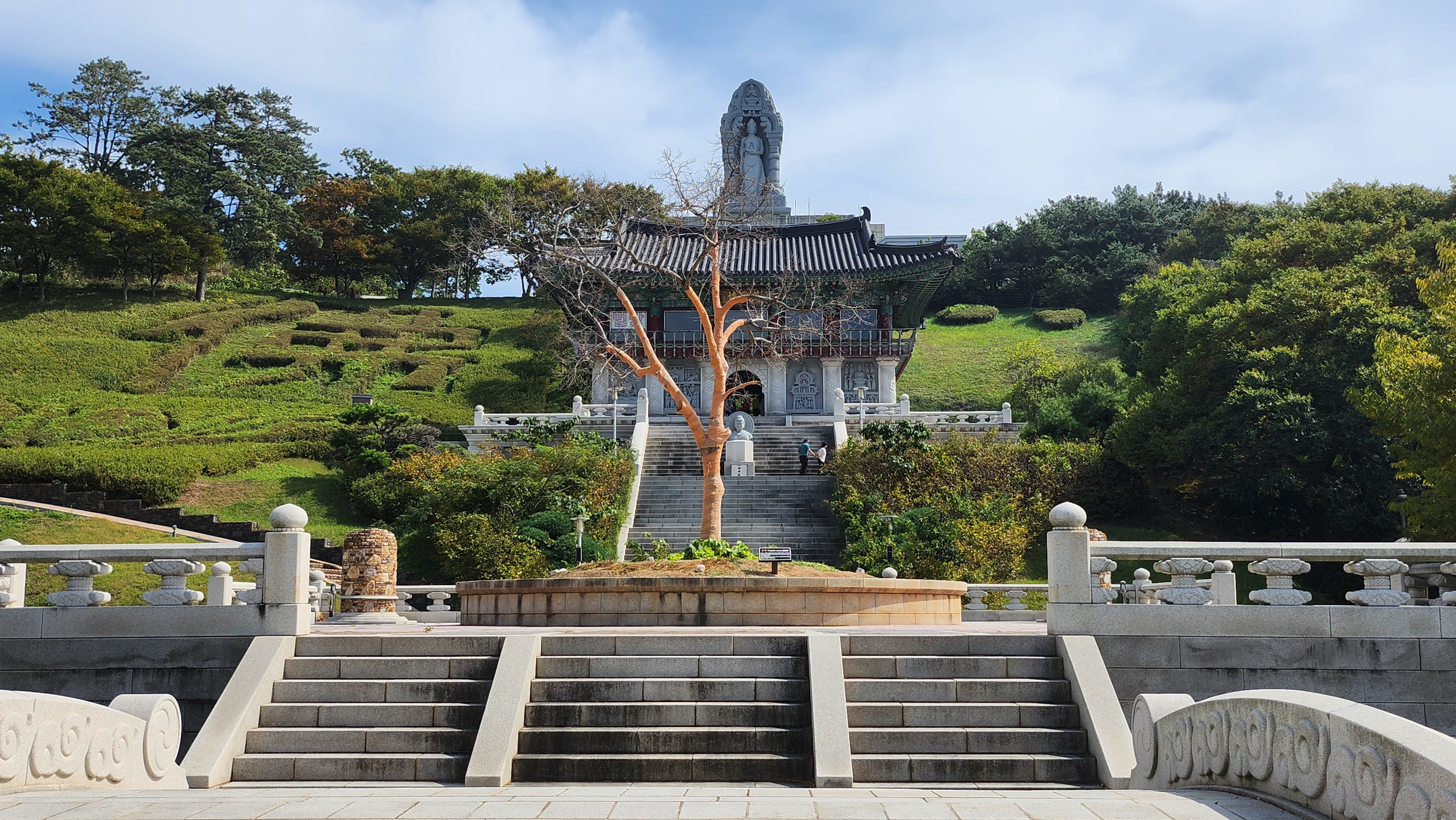
전라남도 영광군 법성면에 위치한 백제불교최초도래지

백제의 불교는 침류왕(枕流王) 1년(384)에 인도의 승려 마라난타(摩羅難陀)가 동진(東晋)에서 백제로 들어옴으로써 최초로 전래되었다. 침류왕이 이 외국 승려를 환영했고 궁중에 있게 한 것으로 보아 이미 백제에 그 이전부터 불교가 전해져 있었던 것으로 여겨지고 있다.
백제 최대의 사찰인 익산 미륵사가 무왕 때 창건되어 백제가 멸망할 때까지 호국 사찰이었다.

## 일본으로 불교 전례
백제의 불교는 예술 · 외교불교라고 말할 수 있다.
성왕 때, 백제는 일본에 불교를 전파했다(538년). 성왕은 긴메이 천황(재위 539년 ~ 571년)에게 사신과 함께 불상 및 불경을 보냈다. 이때 백제에서 건너온 물품 속에는 불교의 교리는 탁월하나 난해하고, 그것을 믿으면 무한한 복이 있을 것이라는 편지도 있었다. 그리고, 백제는 석가불금동상 1구, 번개(幡蓋) 약간, 경론(經論) 약간권을 딸려서 달솔 노리사치계(怒唎思致契) 등을 일본에 파견(552년)하였다. 이 번개는 그 장엄함이 기록되지 않았으나 《일본서기》에 기록될 정도이므로 보통이 아니었음을 알 수 있다. 552년에는 사원 건설을 위해 백제의 많은 학자와 기술자들이 일본에 파견되었다.
577년(위덕왕 24년, 비다쓰 천황 6년)에는 백제에서 일본으로 경론 몇 권, 대대적인 학자와 율사 · 선사 · 비구니 · 주금사 등 승려 집단, 불상 만드는 기술자, 사찰을 지을 목수들이 파견되었다. 이때부터 일본에서는 절과 부처 등을 만들었다. 그 뒤, 금속공예사, 기와 굽는 기술자들까지 건너갔다.  583년에는 비다쓰 천황의 요청으로 고승 일라(日羅)가 건너갔다. 584년 백제는 다시 왜국에 불상 1구와 미륵상 1구를 보냈다. 588년(위덕왕 35년)에 백제는 불사리(佛舍利)와 승려 여섯 명,  노반박사(鑪盤博士)로서 장덕(將德) 백매순(白昧淳),  와박사(瓦博士)로서 마나문노(麻奈文奴) · 양귀문(陽貴文) · 석마제미(昔麻帝彌) 등 네 명,  화공(畵工) 한 명 등 사찰 건설에 필요한 기술자를 일본에 파견하여 백제의 공예미술이 일본에 널리 전파되었다.
602년 관륵(觀勒)이 일본에 건너가 천문 · 책력 · 지리 · 둔갑방술(遁甲方術) 등에 관한 많은 책을 전하고, 불교를 전파하였고, 일본 최초의 승정(僧正)이 되었다. 이리하여 백제는 일본 불교의 연원지(淵源地)가 되었으며 아울러 탁월한 불교예술을 진작시켰다.

## 같이 보기
- 백제불교 최초 도래지
- 익산 미륵사지

## 참고 문헌
- 이 문서에는 다음커뮤니케이션(현 카카오)에서 GFDL 또는 CC-SA 라이선스로 배포한 글로벌 세계대백과사전의 내용을 기초로 작성된 글이 포함되어 있습니다.